# Невинсон, Джордж
Джордж Уилфрид Невинсон (англ. George Wilfred Nevinson; 3 октября 1882, Уиган — 13 марта 1963, Ланкастер) — британский ватерполист, чемпион летних Олимпийских игр 1908.
На Играх 1908 в Лондоне Невинсон входил в состав британской сборной. Выйдя сразу в финал, она обыграла Бельгию и получила золотые медали.